# Palazzo Paoletti
Palazzo Paoletti è un edificio civile del centro storico di Firenze, situato in via Calimala 3, angolo via de' Lamberti 2 e con affaccio posteriore su via dei Cavalieri.

## Storia e descrizione

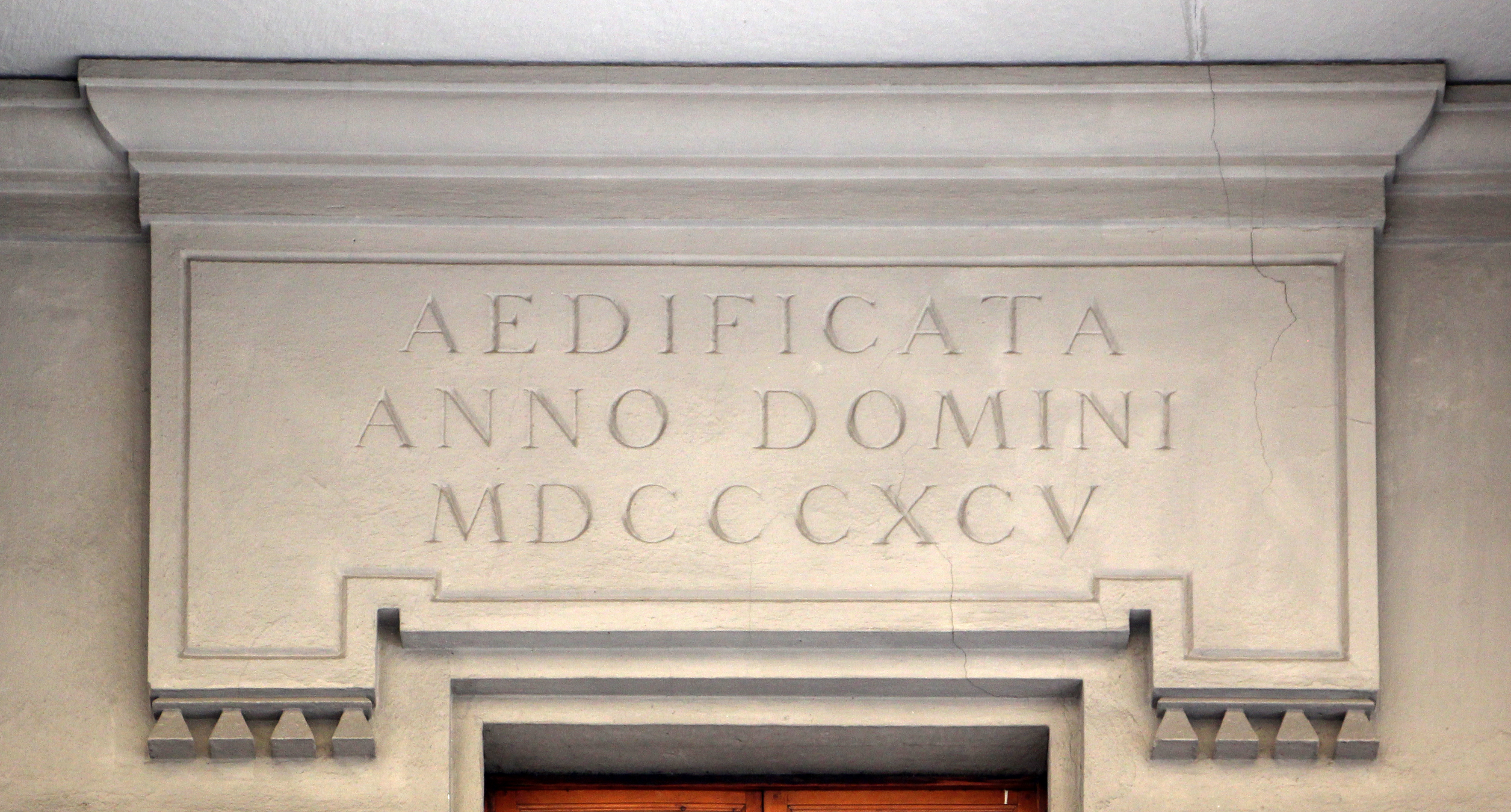
Iscrizione sul portale di via dei Lamberti

L'edificio risulta eretto nel 1895 su progetto dell'architetto Tito Bellini (con le similitudini con quello poco distante e coevo con accesso da via Pellicceria 10 dovuto a un progetto di Torquato Del Lungo) nel luogo dove anticamente era la residenza dell'Arte degli Albergatori, a definire, con la sua mole resa ancor più imponente dall'impiego del bugnato rustico, la cantonata tra via de' Lamberti e via Calimala. 
Ambedue i fronti presentano lo stesso disegno e la stessa estensione di cinque assi per quattro piani più un mezzanino. Al centro del piano nobile è il consueto terrazzo sotto il quale, dal lato di via de' Lamberti, è la scritta "Aedificata Anno Domini 1895". 
Nonostante l'edificio sia stato per lo più giudicato "grave di decorazione" (si veda in particolare proprio la profusione di bozze ad alto rilievo, in pietra serena al terreno e in pietra artificiale ai piani superiori), è segnalato con note positive da Marcello Jacorossi (Palazzi 1972) che lo dice "non privo di chiarezza strutturale".